# Rosario Ruggeri
Pour les articles homonymes, voir Ruggeri.
Rosario Ruggeri (né le 8 juin 1984 à Montréal au Canada) est un joueur professionnel de hockey sur glace italo-canadien.

## Carrière de joueur
Il attaque sa carrière en 2000 dans la Ligue de hockey junior majeur du Québec en jouant pour le Rocket de Montréal qui l'a repêché des Lions du Lac Saint-Louis de la Ligue de hockey midget AAA. Il participe avec l'équipe LHJMQ au Défi ADT Canada-Russie en 2003. Il est choisi en 2001 au cours du repêchage d'entrée dans la Ligue nationale de hockey par les Flyers de Philadelphie au 4e tour, en 105e position. Il n'a disputé aucun match de LNH à ce jour. De 2004 à 2007, il joue en alternance aux Phantoms de Philadelphie en LAH et aux Titans de Trenton en ECHL. En 2007, il signe aux Devils de Lowell.

## Carrière internationale
Il a représenté l'Équipe du Canada lors des championnats du monde 2002 dans la catégorie des moins de 18 ans. Le Canada terminant sixième.

## Statistiques

### En club
| Saison    | Équipe                   | Ligue   |    | Saison régulière | Saison régulière | Saison régulière | Saison régulière | Saison régulière |   | Séries éliminatoires | Séries éliminatoires | Séries éliminatoires | Séries éliminatoires | Séries éliminatoires |
| Saison    | Équipe                   | Ligue   | PJ | B                | A                | Pts              | Pun              | PJ               | B | A                    | Pts                  | Pun                  |                      |                      |
| 2000-2001 | Rocket de Montréal       | LHJMQ   | 9  | 0                | 0                | 0                | 8                | -                | - | -                    | -                    | -                    |                      |                      |
| 2001-2002 | Saguenéens de Chicoutimi | LHJMQ   | 60 | 2                | 15               | 17               | 131              | 4                | 1 | 1                    | 2                    | 10                   |                      |                      |
| 2002-2003 | Saguenéens de Chicoutimi | LHJMQ   | 70 | 10               | 37               | 47               | 64               | 3                | 0 | 0                    | 0                    | 21                   |                      |                      |
| 2003-2004 | Saguenéens de Chicoutimi | LHJMQ   | 65 | 12               | 36               | 48               | 98               | 18               | 2 | 2                    | 4                    | 28                   |                      |                      |
| 2004-2005 | Titans de Trenton        | ECHL    | 49 | 2                | 12               | 14               | 77               | 20               | 0 | 2                    | 2                    | 26                   |                      |                      |
| 2004-2005 | Phantoms de Philadelphie | LAH     | 5  | 0                | 0                | 0                | 0                | -                | - | -                    | -                    | -                    |                      |                      |
| 2005-2006 | Titans de Trenton        | ECHL    | 32 | 2                | 8                | 10               | 28               | -                | - | -                    | -                    | -                    |                      |                      |
| 2005-2006 | Phantoms de Philadelphie | LAH     | 2  | 0                | 0                | 0                | 2                | -                | - | -                    | -                    | -                    |                      |                      |
| 2006-2007 | Phantoms de Philadelphie | LAH     | 15 | 0                | 2                | 2                | 0                | -                | - | -                    | -                    | -                    |                      |                      |
| 2006-2007 | Titans de Trenton        | ECHL    | 49 | 4                | 25               | 29               | 46               | 5                | 0 | 0                    | 0                    | 6                    |                      |                      |
| 2007-2008 | Devils de Lowell         | LAH     | 60 | 4                | 14               | 18               | 26               | -                | - | -                    | -                    | -                    |                      |                      |
| 2008-2009 | Devils de Trenton        | ECHL    | 2  | 0                | 0                | 0                | 2                |                  |   |                      |                      |                      |                      |                      |
| 2008-2009 | Devils de Lowell         | LAH     | 49 | 2                | 2                | 4                | 51               |                  |   |                      |                      |                      |                      |                      |
| 2009-2010 | HC Valpellice Bulldogs   | Serie A | 37 | 5                | 26               | 31               | 58               | 3                | 0 | 0                    | 0                    | 0                    |                      |                      |
| 2010-2011 | HC Bolzano               | Serie A | 38 | 3                | 9                | 12               | 26               | 11               | 1 | 3                    | 4                    | 2                    |                      |                      |

### En équipe nationale
| Année | Évènement                            |   | PJ | B | A | Pts | +/- | Pun           |  | Résultat |
| 2002  | Championnat du monde moins de 18 ans | 8 | 1  | 0 | 1 | 0   | 14  | Sixième place |  |          |